# Frank Odoi
Frank Odoi, född 1948, död 2012, var en ghanansk satirtecknare och serieskapare, främst verksam i Kenya. Han studerade vid Ghanatta Art College i Accra, och arbetade sedan som assistant medical artist på Medical School. 1979 flyttade han till Nairobi, där han började rita politiska karikatyrer i Daily Nation. Hans teckningar publicerades även i Uganda, Ghana, Moçambique, Finland och Danmark. 
Odois serie Golgoti (en förvanskning av Gold Coast) handlar om en vit man som kommer till Guldkusten i jakt på guld. Serien Akokhan handlar om två urgamla trätande män, och bygger på en gammal saga från Ghana. 
Odoi omkom i en trafikolycka i Nairobi i april 2012. 